# Berkenbrück
Berkenbrück är en kommun och ort i Landkreis Oder-Spree i förbundslandet Brandenburg i Tyskland. 
Kommunen ingår i kommunalförbundet Amt Odervorland tillsammans med kommunerna Briesen (Mark), Jacobsdorf och Steinhöfel.